# Traryds församling
Traryds församling är en församling i Traryd-Hinneryds pastorat i Allbo-Sunnerbo kontrakt i Växjö stift och i Markaryds kommun i Kronobergs län. 
Församlingens kyrkor är Traryds kyrka i Traryd och Sankt Andreas kyrka från 1950-talet i Strömsnäsbruk.

## Administrativ historik
Församlingen har medeltida ursprung. 
Församlingen var till 1 maj 1879 annexförsamling i pastoratet Göteryd och Traryd för att därefter bilda eget pastorat. Från 1962 är församlingen moderförsamling i pastoratet Traryd och Hinneryd.